# عبد السلام بن مشيش

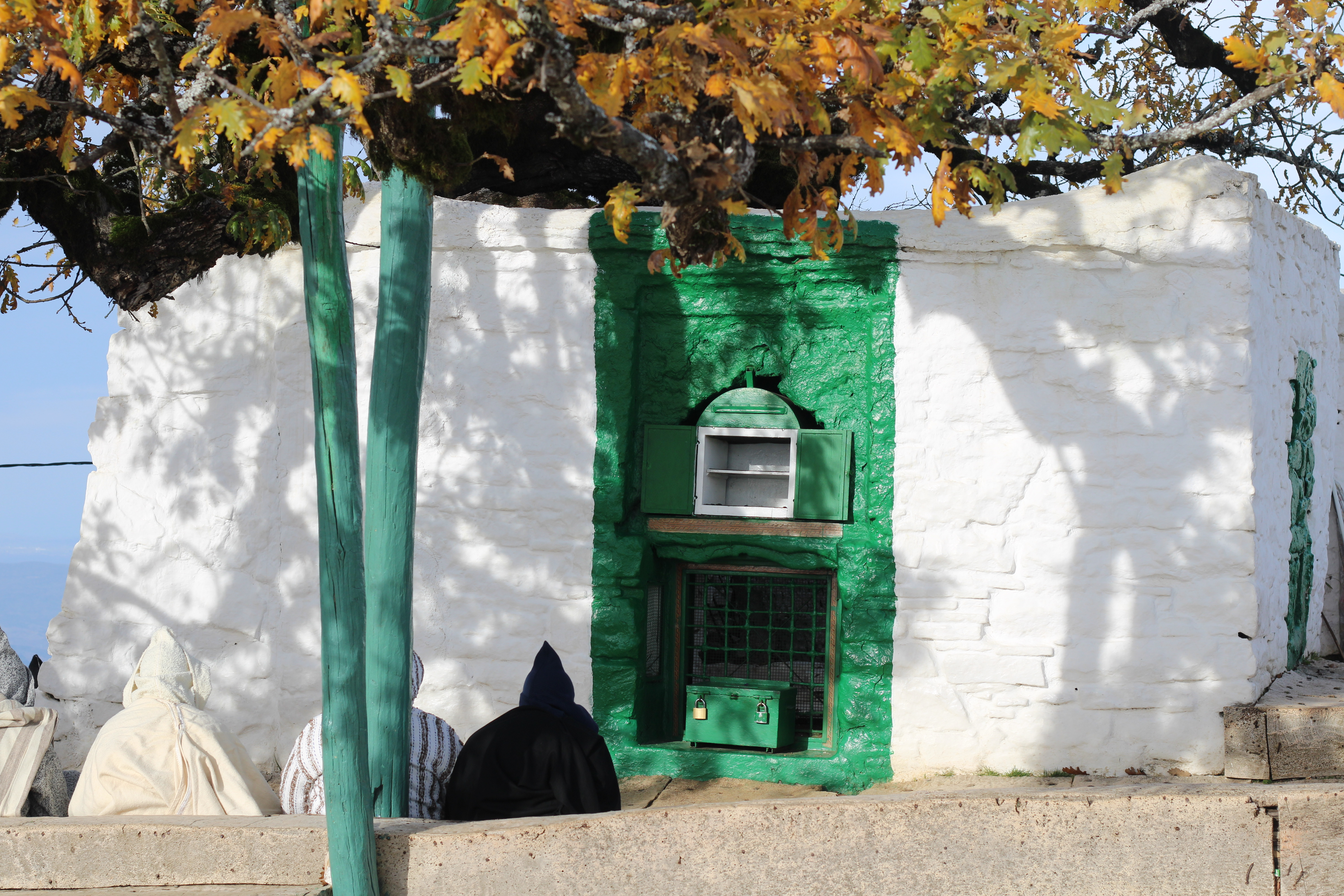
ضريح عبد السلام بن مشيش،العرائش - المغرب.

عبد السلام بن مشيش العلمي  (559 هـ - 626 هـ / 1163 - 1228 م) عالم متصوف عاش في زمن الخلافة الموحدية ولد بمنطقة بني عروس بالقرب من مدينة طنجة وانتقل بعدها للعيش بجبل العلم قرب العرائش وهناك توفي حيث يوجد ضريحه، يعد أحد أعلام الصوفية وأستاذ المتصوف أبي الحسن الشاذلي صاحب الطريقة الشاذلية.

## نسبه
- هو عبد السلام بن سليمان بن أبي بكر بن علي بن بو حرمة بن عيسى بن سلام العروس بن أحمد مزوار بن علي حيدرة بن محمد بن إدريس الثاني بن إدريس الأول بن عبد الله الكامل بن الحسن المثنى بن الحسن السبط بن علي بن أبي طالب الهاشمي القرشي.[بحاجة لمصدر]

## حياة
وُلد ببني عروس قرب العرائش بمسافة 71 كلم، تعلم في الكتّاب فحفظ القرآن الكريم وسنه لا يتجاوز الثانية عشر ثم أخذ في طلب العلم. كان يعمل في فلاحة الأرض كباقي سكان المنطقة، ولم يكن متكلا على غيره في تدبير شؤون معاشه. تزوّج من ابنة عمه يونس وأنجب منها أربعة ذكور هم: محمد وأحمد ركيبات وعلي وعبد الصمد وبنتا هي فاطمة.[بحاجة لمصدر]

## شيوخ
من مشايخه في الدراسة العلمية العلامة أحمد الملقب (أقطران) وهو دفين قرية أبرج قرب باب تازة، وكذلك عبد الرحمن بن حسن العطّار الشهير بالزيات.[بحاجة لمصدر]

## وفاته
تصدى لابن أبي الطواجن الكتامي الذي ادعى النبوة وأثر في بعض الناس من أبناء عصره، فحمل عليه وعلى أتباعه بالمنطق والأدلة الدينية قولاً وعملاً، حفزتهم على الكيد له وتدبير مؤامرة لقتله فكمنوا له حتى نزل من خلوته للوضوء والاستعداد لصلاة الصبح فقتلوه سنة 622 للهجرة.